# Syntrichia papillosa
Syntrichia papillosa (deutsch Papillen-Verbundzahnmoos) ist eine Laubmoos-Art in der Familie Pottiaceae. Häufig wird die Art unter dem Synonym Tortula papillosa Wilson genannt.

## Beschreibung
Die Art bildet lockere, braungrüne, bis 1 Zentimeter hohe Rasen. Trockene Pflanzen erscheinen durch die einwärts gekrümmten Blätter knospenförmig und dunkelbraun, feucht sind die Blätter aufrecht abstehend bis leicht zurückgebogen und die oberen rosettenartig gehäuft. Die Blattform ist breit spatelförmig, unterhalb der Blattmitte eingeschnürt, sehr hohl und kurz zugespitzt. Die Blattränder sind flach oder oben schwach eingebogen. Die breite Rippe tritt als kurzes, fast glattes, hyalines Glashaar aus. Die Rückseite der Rippe trägt lange ein- oder zweispitzige Papillen, an der Bauchseite (Blattoberseite) werden zahlreiche eiförmige, mehrzellige Brutkörper gebildet. Die Laminazellen sind unten quadratisch bis rechteckig und hyalin, oben rundlich sechseckig. Der Stämmchenquerschnitt weist einen nur kleinen undeutlichen Zentralstrang auf.
Die Geschlechterverteilung ist diözisch. In Europa wurden bisher nur weibliche Pflanzen gefunden. Sporenkapseln sind nur aus Australien, Tasmanien und Neuseeland bekannt.

## Standortansprüche
Syntrichia papillosa wächst meist in der Nähe von Siedlungen an freistehenden Laubbäumen, oft an Obstbäumen in Streuobstwiesen, an Straßenbäumen und Augehölzen. Nur ausnahmsweise siedelt sie auf Gestein oder an kalkhaltigen Mauern.

## Verbreitung
In Mitteleuropa ist die Art vom Tiefland bis in montane Lagen unter 1000 Meter Seehöhe verbreitet, wobei sie nur gebietsweise mäßig häufig auftritt (beispielsweise in weiten Gebieten von Süddeutschland, in Teilen des Schweizer Mittellandes), ansonsten selten ist oder auf weiten Strecken ganz fehlt.
Weltweit gibt es Vorkommen neben Europa in Asien, Amerika, Afrika und Australien bis zur Antarktis.